# Shannon (Fluss)
Der Shannon (irisch An tSionainn, An tSionna) ist mit etwa 370 Kilometern der längste und wasserreichste Fluss Irlands sowie der Britischen Inseln. Sein Einzugsgebiet umfasst rund 15.700 Quadratkilometer. Knapp 250 Kilometer des Flusslaufs sind schiffbar.
Seine Entstehung und sein Name sollen nach der keltischen Mythologie auf die weibliche Sagengestalt Sionan zurückgehen.

## Verlauf
Die Quelle des Shannon liegt 76 m ü.d.M in den Cuilcagh Mountains im  County Cavan im Nordwesten des Landes. Von hier aus fließt er zunächst durch ein unterirdisches Höhlensystem und kommt als Shannon Pot wieder an die Oberfläche. Er entwässert die moorige Mitte Irlands und durchfließt fischreiche Seen. Die größten von ihnen sind Lough Allen, Lough Ree und Lough Derg. Nördlich von Limerick bildet der Fluss Stromschnellen. Westlich von Limerick ergießt er sich durch einen etwa 100 km langen Mündungstrichter in den Atlantik. Der Mündungsarm ist stark von den Gezeiten beeinflusst.

### Orte am Fluss
| - Dowra - Leitrim - Carrick-on-Shannon - Jamestown - Drumsna - Dromod - Roosky - Termonbarry - Lanesborough-Ballyleague - Athlone - Clonmacnoise - Shannonbridge - Banagher - Portumna - Killaloe - Limerick - Shannon - Foynes - Tarbert - Kilrush |

- Karte mit allen verlinkten Seiten:
- OSM |
- WikiMap

### Wasserwegenetz
Der Shannon ist nördlich von Carrick-on-Shannon ausgehend durch den revitalisierten Shannon-Erne Waterway (vormals Ballinamore & Ballyconnell Canal) mit dem Seengebiet des Lough Erne in Nordirland verbunden. Flussabwärts von Carrick-on-Shannon umgeht der 1848 erbaute Jamestown Canal einen nicht schiffbaren Teil des Shannon zwischen Jamestown und Drumsna.
Der Royal Canal zweigt nördlich des Lough Ree vom Shannon ab und führt bis nach Dublin. Den Lough Ree verbindet der Lecarrow Canal mit dem Dorf Lecarrow. Weiter südlich verbindet der Grand Canal ab Shannon Harbour (bei Banagher) den Shannon mit dem River Barrow und führt ebenfalls bis Dublin. Eine Revitalisierung des Ulster Canals ist geplant.

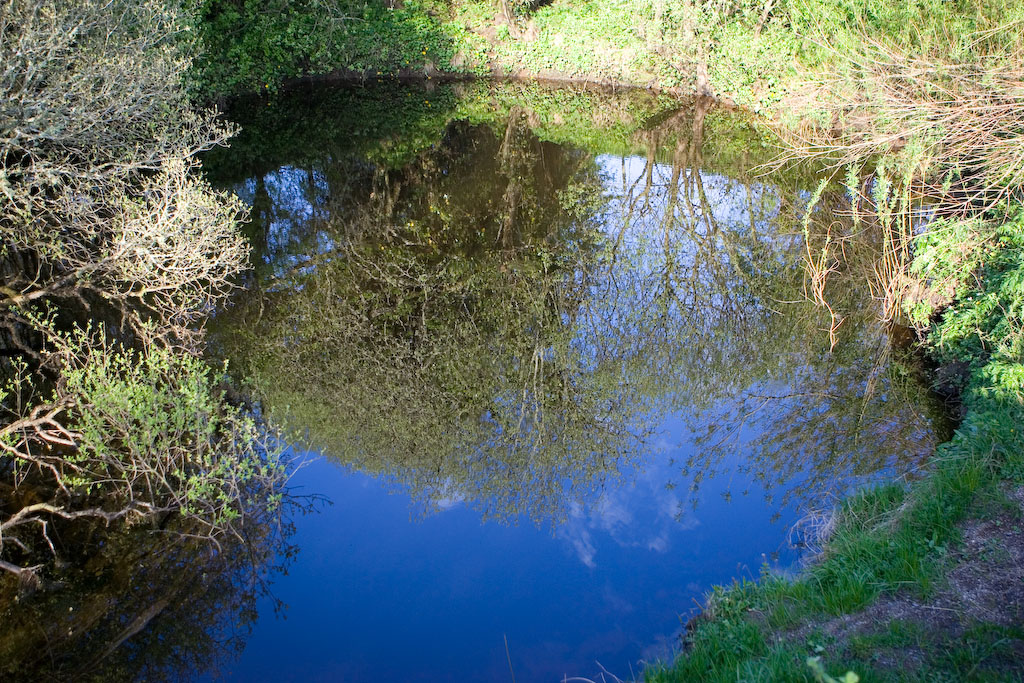
Shannon Pot, Austritt des Shannon im County Cavan
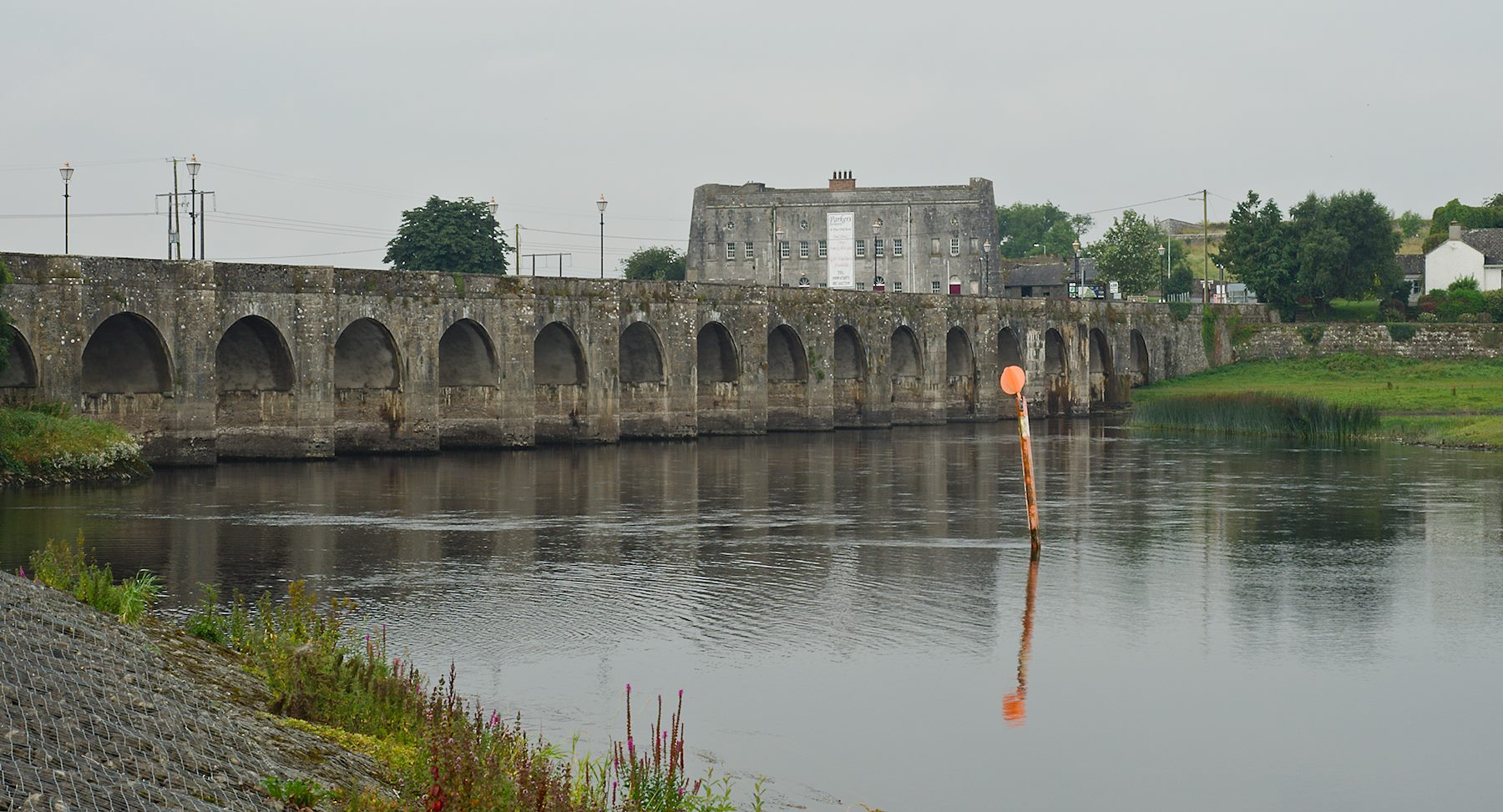
Brücke aus dem Jahr 1751 in Shannonbridge; im Hintergrund das alte Fort
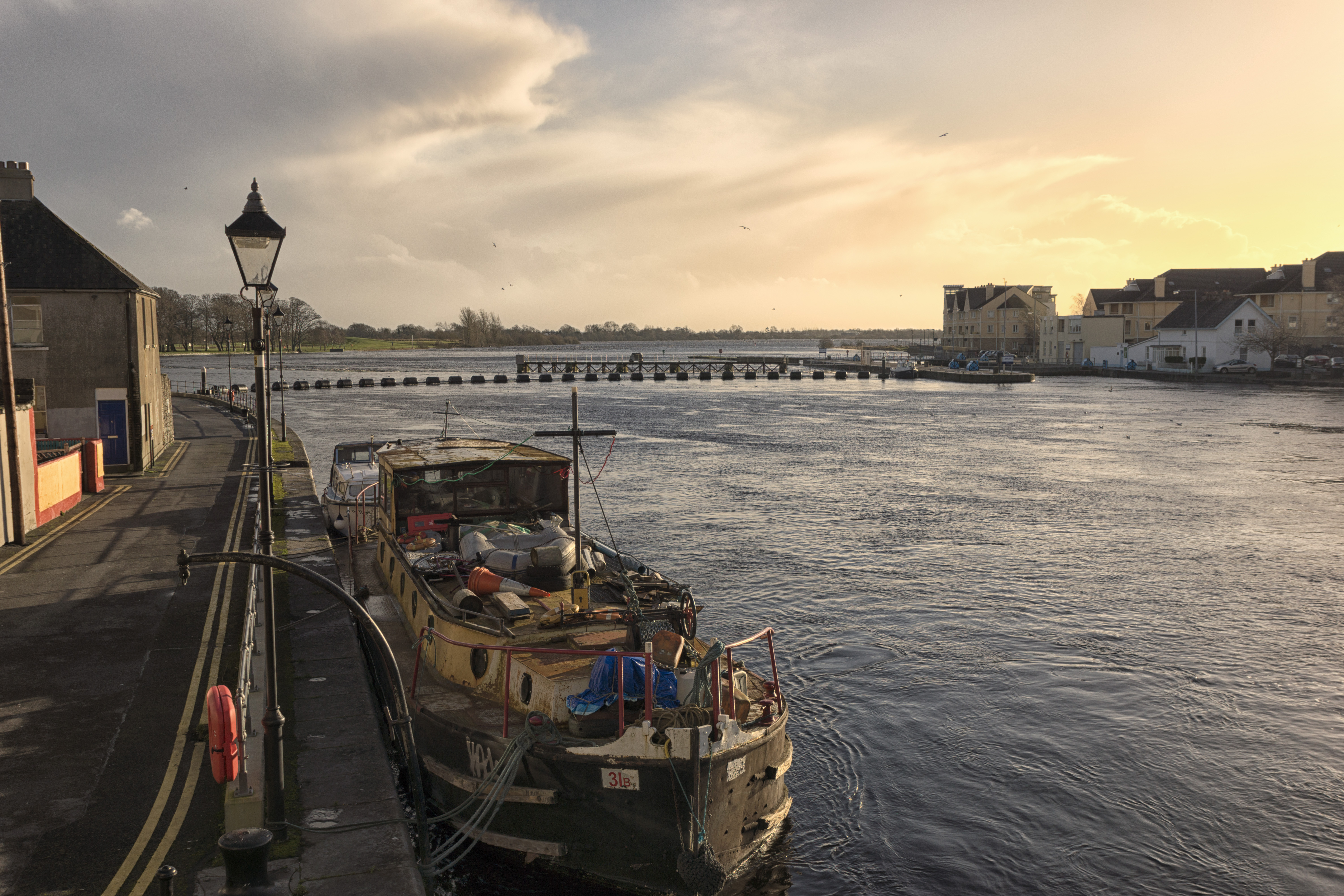
Der Shannon in Athlone
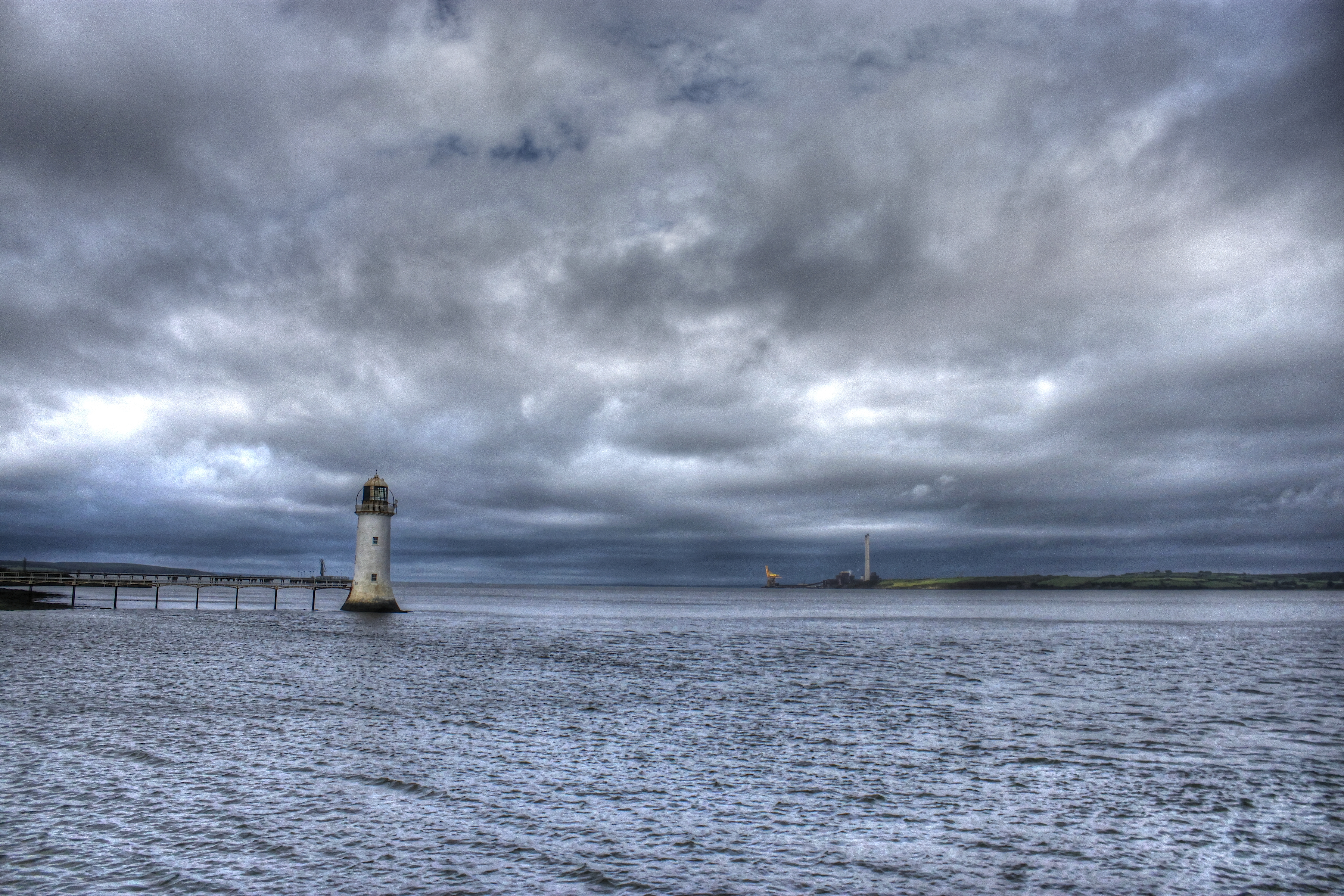
Der Mündungstrichter des Shannon bei Tarbert westlich von Limerick mit dem Tarbert Island Leuchtturm
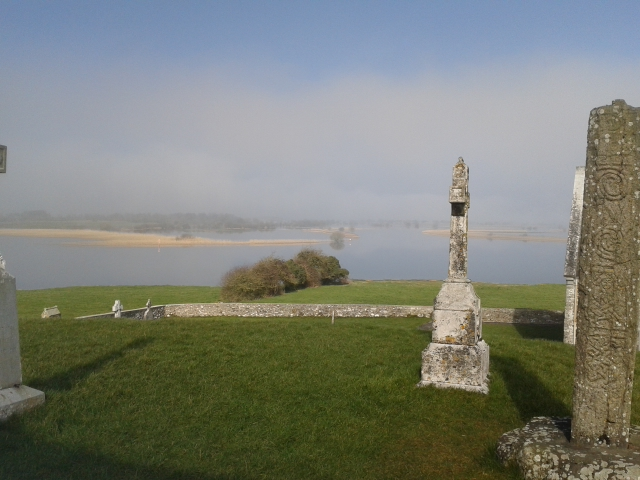
Der Fluss Shannon bei Clonmacnoise

## Bauten und Nutzung
Der Shannon bildete lange die natürliche Grenze zwischen den östlichen Provinzen und Connacht ganz im Westen der irischen Insel. Während des Mittelalters wurden an seinen Ufern zahlreiche Burgen gebaut.

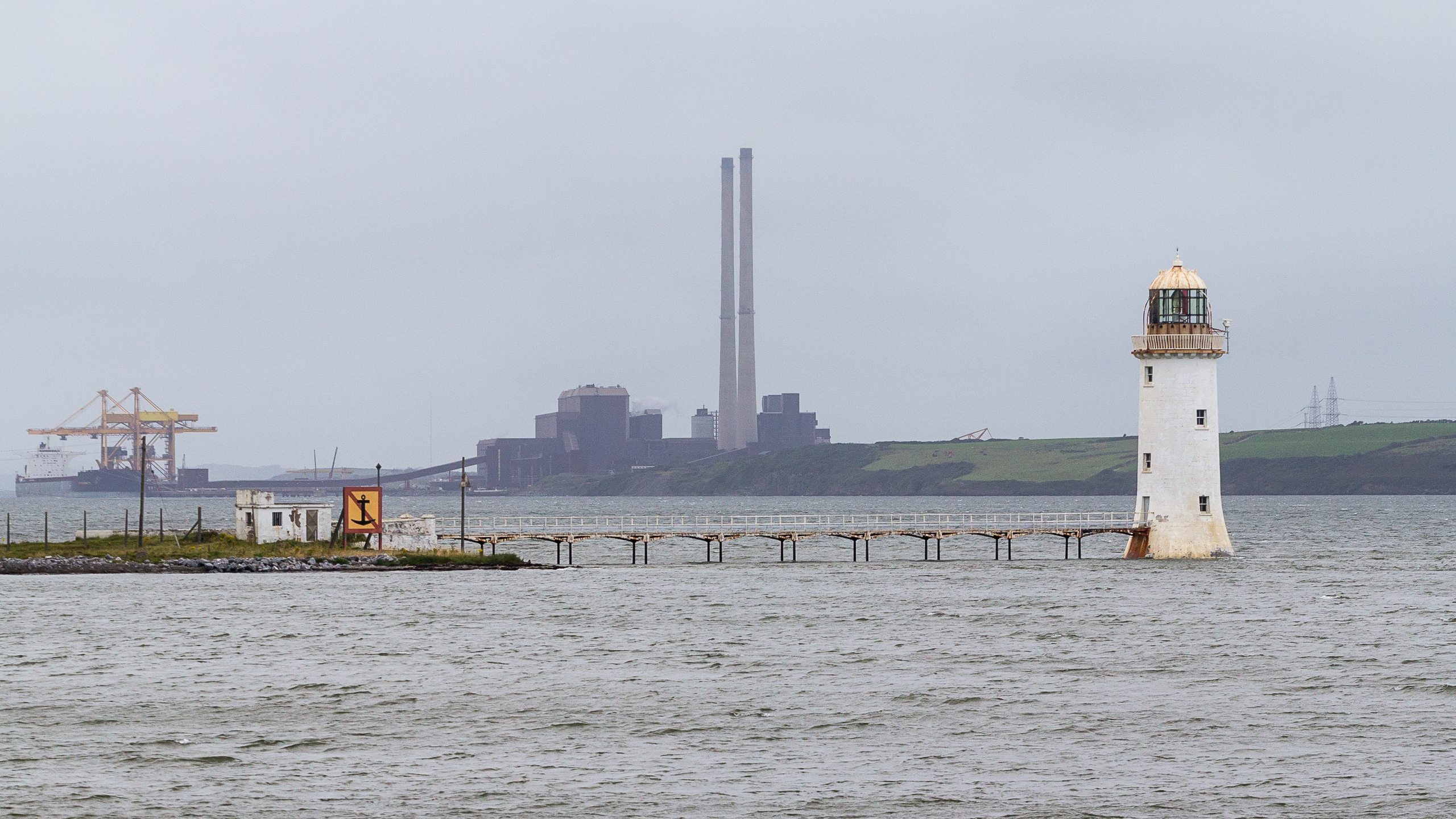
Moneypoint Power Station (im Hintergrund) und Tarbert Lighthouse bei Tarbert

Bis zum Einzug der Eisenbahn war der Shannon der Hauptverkehrsweg in der Region. Das durch seinen Unabhängigkeitskrieg 1921 freigekommene Irland investierte im Rahmen des Shannon Power Development Projektes zwischen 1924 und 1930 umfassend in den Ausbau des Flusses. Bis heute sind die Staustufen des Shannon mit seinen Kraftwerken der größte Stromlieferant Irlands. Bei Limerick liegt der Shannon International Airport unmittelbar am nördlichen Flussufer.
Bedeutsam ist der Shannon heute auch für den Tourismus. Zusammen mit den großen Kanälen Irlands steht Freizeitkapitänen ein Wasserwegenetz von über 800 km zur Verfügung. Der Hafen von Kilrush an der Mündung des Shannon beherbergt den größten Yachthafen der irischen Westküste mit 120 Liegeplätzen.